# Gynodiastylis truncatifrons
Gynodiastylis truncatifrons är en kräftdjursart som beskrevs av Hale 1928. Gynodiastylis truncatifrons ingår i släktet Gynodiastylis och familjen Gynodiastylidae. Inga underarter finns listade i Catalogue of Life.